# 居家照護
居家照護（英語：home care, domiciliary care, social care, in-home care）當病患病況穩定，經醫師判定不需再住院治療可回家中療養，醫院專業醫事人員：醫師、護理師、呼吸治療師、物理治療師仍可至家中提供醫療照護及照護指導。是一種在家中提供的支持性照護。

## 沿革
居家照護可減少家屬來往醫院的時間。居家照護也提供居家復健、居家服務、居家營養、居家呼吸治療。照護者需要擁有 專業居家照護的證照，提供有醫療照顧需求者的專業照顧專員。專業的居家照顧專員提供每日的照顧，保障被照顧者每日的生活起居（ADL's）能被照顧。居家醫療照顧時常且切確的被簡稱為居家的健康照顧或長者照顧，亦是喘息照顧的一種。常常，長期居家 健康照顧 被區分為非醫療性照顧、看護照顧或是個人衛生協助，這些提供的照顧服務，都是非護士、醫生或其他需要醫療證照的人才。。
居家照護的項目有：一般身體檢查、健康諮詢、各種管類及管的護理（鼻胃管、尿管等）、一般傷口護理、簡易復健運動等。費用依健保局標準收費。
目前台灣各個縣市皆有居家照護的服務，政府有設一支長照專線1966，供民眾諮詢。除了政府長照，在居家照護自費市場方面可依服務方式區分為長期與短期兩種，長期的看護需求，不管是住院或是在家照顧，大都在一個月以上，所以常採包月的方式聘用。包月看護目前多數找外籍的看護工，主要是費用相對較低，一個月的工資加上其他費用，大約是25,000~30,000元左右。短期看護的費用，以小時制為主，每小時約為二百多元至四百多元。

## 外部連結
- 居家護理簡介 （页面存档备份，存于）[105-01-25]
- 居家護理簡介(奇美醫院) （页面存档备份，存于）